# Diatenes selecta
Diatenes selecta là một loài bướm đêm trong họ Noctuidae.